# La jornada (programa de televisión)
La Jornada es un programa deportivo que se transmitió durante los mundiales de Sudáfrica 2010 y Brasil 2014 en el Canal Telesistema 3/4 de Televicentro. Tiene como presentadores a Juan Carlos Pineda, Orlando Ponce Morazán, Nahúm Espinoza, Yanuario Paz, Gonzalo Carías y Julio César Núñez. En 2014 tuvo como enviados especiales a Salvador Nasralla y Copán Álvarez.

## Presentadores
- Juan Carlos Pineda
- Orlando Ponce Morazán
- Nahúm Espinoza
- Julio César Núñez
- Yanuario Paz
- Gonzalo Carías

Enviados especiales en Brasil
- Salvador Nasralla
- Copán Álvarez

Invitados especiales
- Julián de León (Personaje parodia de Julio César de León en el programa El Cuarto de Luis)[1]
- Ramona (Madre de Moncho en El Cuarto de Luis)